# ブリノン＝シュル＝ブーヴロン
ブリノン＝シュル＝ブーヴロン （Brinon-sur-Beuvron）は、フランス、ブルゴーニュ＝フランシュ＝コンテ地域圏、ニエーヴル県のコミューン。

## 歴史
フランス革命時代の国民公会政権（1792年-1795年）は、コミューンの名称をブリノン＝レザルマン（Brinon-les-Allemands）とし、その後一時的にブリノン＝ル＝フラン（Brinon-le-Franc）とした。
1835年、近接していたコミューン、ユバンの土地はブリノン＝シュル＝ブーヴロン、グレノワ、タコネの間で分割された。
コミューンが現在の名称を採用したのは1898年以降である。

## 人口統計
| 1962年 | 1968年 | 1975年 | 1982年 | 1990年 | 1999年 | 2008年 | 2014年 |
| ------ | ------ | ------ | ------ | ------ | ------ | ------ | ------ |
| 276    | 284    | 273    | 253    | 259    | 211    | 218    | 189    |

参照元:1962年から1999年までは複数コミューンに住所登録をする者の重複分を除いたもの。それ以降は当該コミューンの人口統計によるもの。1999年までEHESS/Cassini、2006年以降INSEE。

## 史跡
- サンテティエンヌ教会 - 13世紀初頭から16世紀の、異なる特徴を持つゴシック様式建築

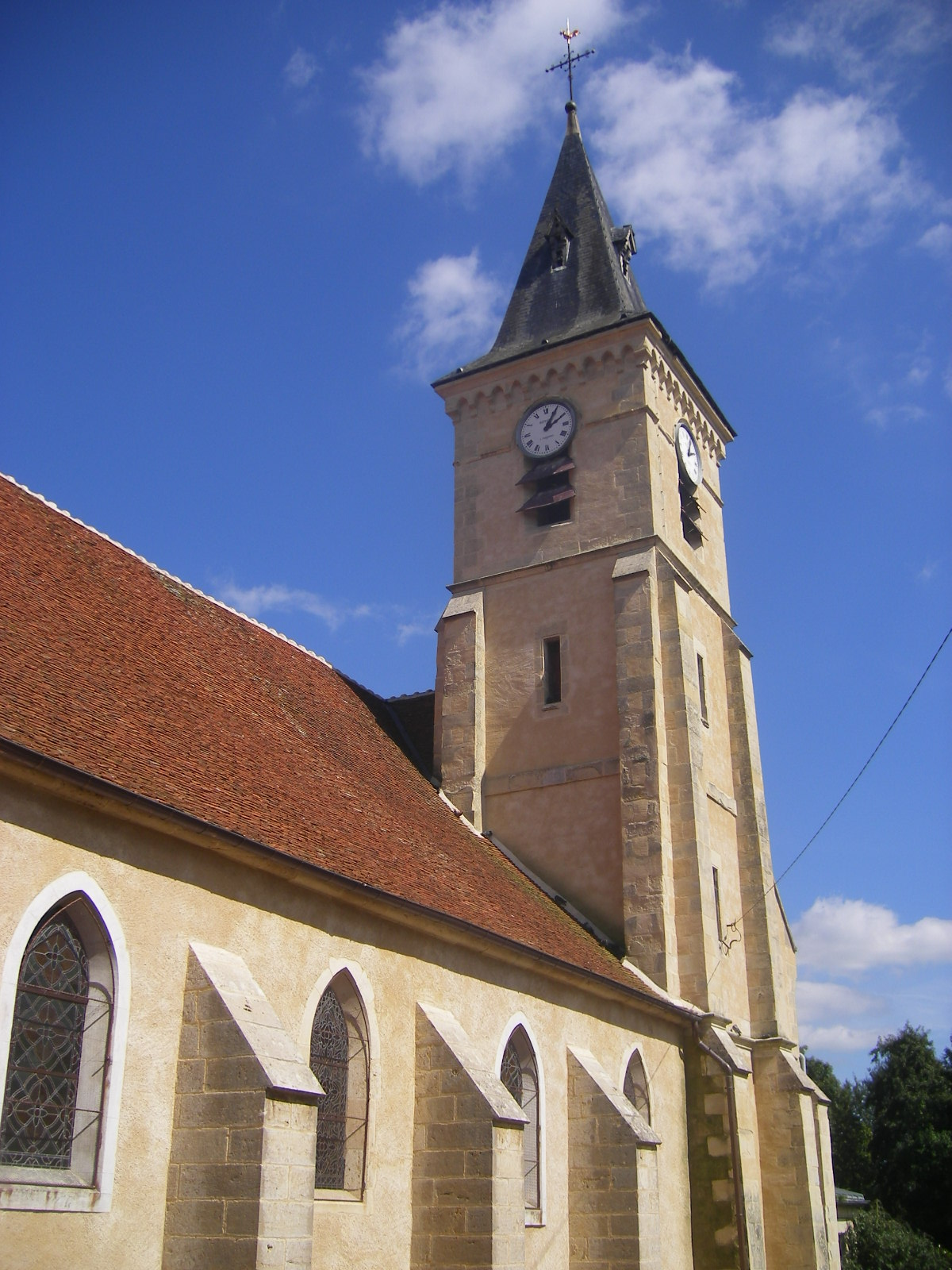
サンテティエンヌ教会

- シャトー・ド・ブリノン